# Abou Nacer
Pour les articles homonymes, voir Nacer (homonymie).
Abou Nacer fait partie de la famille des Banou Ifren, il sera émir de Ronda de 1057 à 1065 en Andalousie.